# Knjižnica Akademije za likovno umetnost in oblikovanje
== Zgodovina ==
Akademija je nastala leta 1945 pod imenom Akademija upodabljajočih umetnosti. Prva lokacija Akademije je bila v nekdanji licejski knjižnici gimnazije na Poljanski cesti.  Njena knjižnica je rasla počasi, razmahniti pa se ni mogla zaradi pomanjkanja denarja in prostora. Že takoj ob ustanovitvi se je pokazala potreba po knjižnici, ki bi hranila knjige s področja likovne umetnosti.
Začetni fond je knjižnica sprejela iz zbirnega centra. Prvi vpis v inventarno knjigo je bil narejen  1. 6. 1946. Leta 1954 je dobila honorarno knjižničarko Milico Špenko. Leta 1961 se je preimenovala v Akademijo likovnih umetnosti, leto kasneje pa se je  preselila na Erjavčevo cesto. Knjižnica je postala z leti vse bolj živo središče akademskega snovanja. Svoje prostore je dobila v tretjem nadstropju, kjer se nahaja še danes. V prostoru knjižnice so bila še dolgo tudi predavanja umetnostne zgodovine in drugih teoretskih predmetov. Od leta 1979 do 1996 jo je vodila umetnostna zgodovinarka in bibliotekarka Kaja Mlakar. Leta 1992 so preselili Oddelek za oblikovanje na Dolenjsko cesto, januarja 1995 pa so tja preselili tudi 700 enot gradiva s področja oblikovanja. Od leta 1994 je knjižnica vključena v sistem COBISS.

## Gradivo
Knjižnica na Erjavčevi cesti pokriva področje slikarstva, kiparstva| in restavratorstva, knjižnica na Dolenjski cesti pa področje oblikovanja. Skupaj imata 27.766 enot knjižničnega gradiva in 71 naslovov tekoče naročenih serijskih publikacij. Večina gradiva je v prostem dostopu in je urejeno po sistemu UDK.  Revije in manj izposojeno gradivo je shranjeno v kabinetu profesorjev in v omarah na hodniku. Gradivo izmenjujejo tudi z drugimi institucijami. Tako pridobijo veliko katalogov in informacij o tekočih razstavah in projektih.
Tuja literatura, ki jo nabavlja knjižnica je večinoma edini strokovni vir s področij moderne umetnosti, teorije in oblikovanja. Gradivo je zaradi specifičnosti cenovno zelo zahtevno, zato knjižnica nabavlja le najnujnejšo literaturo.

## Dejavnosti
Knjižnici skupaj merita  170 m2 in imata čitalnici s 27 sedeži in 3 računalniki za uporabnike. Knjižnica je vključena v knjižnični informacijski sistem Univerze v Ljubljani. Opremljena je s klasičnimi listkovnimi katalogi in terminali. Podatki so od leta 1994 dalje vneseni v sistem COBISS.

## Uporabniki
Število aktivnih uporabnikov knjižnice ALUO vsako leto narašča, še posebej pa je v zadnjih letih očiten porast podiplomskih študentov. Uporabniki knjižnice so predvsem študenti, visokošolski učitelji in sodelavci ter zunanji uporabniki. To so predvsem  kustosi in raziskovalci. Knjižnica ALUO je temeljni študijski vir tudi za druge programe, kot sta na primer študij likovne pedagogike na  Pedagoški fakulteti in študij umetnostne zgodovine na Filozofski fakulteti.  Zadnja leta narašča tudi obisk študentov drugih univerz in privatnih šol. 

## Knjižnični delavci
V knjižnici sta zaposleni vodja knjižnice v Osrednji knjižnici na Erjavčevi cesti in bibliotekarka na Dolenjski cesti.